# 宮城県迫桜高等学校
宮城県迫桜高等学校（みやぎけん はくおうこうとうがっこう）は、宮城県栗原市若柳字川南戸ノ西にある県立高等学校。
建築家小嶋一浩（シーラカンスアンドアソシエイツ）が設計した校舎は、建築デザインの世界では非常に有名である。

## 沿革
- 2001年（平成13年）4月 - 宮城県栗原農業高等学校と宮城県若柳高等学校が統合して宮城県迫桜高等学校が開校。

## 設置学科
- 全日制課程　
  - 総合学科
    - コース
      - 人文国際
      - 自然科学
      - 福祉教養
      - 情報科学
      - エンジニアリング
      - アグリビジネス

## 卒業者
- 栗原泰郷 - 柔道家（宮城県栗原農業高等学校卒）
- 二階堂正宏 - 漫画家（宮城県若柳高等学校卒）
- 加藤修一- 陸上選手 (宮城県栗原農業高等学校卒)

## 同窓会
「関東在住四校合同同窓会」
- 毎年、東京で迫桜高校・築館高校・一迫商業・岩ヶ崎高校の関東在住の卒業生による合同新年会を開催している。

## 交通
- JR東北本線石越駅より栗原市民バス栗原中央病院行きバス10分「迫桜高校前入口」下車
- 登米市民バス石越線 　登米市役所・石越支所・石越駅前経由 迫桜高校前